# Salty O'Rourke
Salty O'Rourke é um filme estadunidense de 1945, do gênero drama criminal, dirigido por Raoul Walsh e estrelado por Alan Ladd e Gail Russell. O elogiado roteiro de Milton Holmes recebeu uma indicação ao Oscar. Segundo Ken Wlaschin, este é um dos dez melhores filmes de Ladd. Já outro historiador, John Douglas Eames, considera que a melhor a atuação é a de Stanley Clements, no papel do jóquei recalcitrante.

## Sinopse
Salty O'Rourke é um jogador azarado que, por dever dinheiro a um bookmaker, envolve-se em trama para fraudar uma corrida, junto com o amigo Smitty. Mas Johnny, o jóquei subornado, logo torna-se fonte de problemas: ele está impedido de montar, por isso vai correr com a identidade do irmão mais novo, o que, por tabela, o obriga a frequentar uma escola. Lá, acaba por se apaixonar por Barbara, a bela professora que também é amada por Salty. Isso vai levar o plano à ruína, pois Johnny sente-se lesado.

## Elenco
| Ator/Atriz       | Personagem     |
| ---------------- | -------------- |
| Alan Ladd        | Salty O'Rourke |
| Gail Russell     | Barbara Brooks |
| William Demarest | Smitty         |
| Stanley Clements | Johnny Cates   |
| Bruce Cabot      | Doc Baxter     |
| Spring Byington  | Senhora Brooks |
| Rex Williams     | Babe           |
| Darryl Hickman   | Sneezer        |

## Principais premiações
| Prêmio | Categoria               | Situação |
| ------ | ----------------------- | -------- |
| Oscar  | Melhor Roteiro Original | Indicado |